# سيمون غيلين
سيمون غيلين هو قاضي وفلاح وسياسي أمريكي، ولد في 1 مايو 1855 في ميتشل في الولايات المتحدة، وتوفي في 6 يوليو 1918. انتخب عضو جمعية ولاية ويسكونسن ‏.